# 沖麻実也
沖 麻実也（おき まみや、8月15日 - ）は、日本のイラストレーター・漫画家。A型。
「デルフィニア戦記シリーズ」のイラスト担当として知られている。

## 作品リスト

### 漫画
- フェアトラーク寓話／ビブロス (出版社)、1996年4月【絶版】
- ARTY SQUARE（アーティ・スクエア）／ビブロス、1996年11月【絶版】
- デミアン症候群／1～7巻、徳間書店、1999年9月-
- 邪道／全6巻+番外編1巻、角川書店、2000年9月-2008年3月、 川原つばさの同タイトルシリーズの漫画化。
- フェアトラーク寓話／リブレ出版、2010年1月-
  - 万聖節のラルフェ
  - コルマ城の執事

### 小説イラスト
- 秋月こお 著
  - 『ワンダーBOY』シリーズ
- 朝月美姫 著
  - HELLO!! DOCTOR
- 尾鮭あさみ 著
  - 『雷＆冥』シリーズ
- 茅田砂胡 著
  - 『デルフィニア戦記』シリーズ
- 川原つばさ 著
  - 『邪道』シリーズ
  - 『東京ナイトアウト』シリーズ
  - 『プラトニック・ダンス』シリーズ
- 久能千明 著
  - 『青の軌跡』シリーズ
- 田中啓文著
  - 『十兵衛錆刃剣』シリーズ
- 氷川一歩 著
  - 『幻獣王の心臓』シリーズ
- 緋夏れんか 著
  - 『恋愛のススメ』シリーズ
- 響野夏菜 著
  - 『＜雨の音洲＞秘聞』シリーズ
- 前田珠子　著
  - 『ゼンノーヴ異聞』シリーズ
- ゆうきりん 著
  - 『鉛姫』シリーズ
  - 『人知らずの森のルーナ』シリーズ
- 高岡ミズミ 著
  - 『VIP 流星』
  - 『VIP 接吻』
  - 『VIP 宿命』

### 画集
- 『沖麻実也画集 LOVER'S DIARY ラヴァーズ ダイアリ』（中央公論新社、1997年7月31日初版発行）ISBN 4-12-002706-6
- 『デルフィニア戦記 画集 茅田砂胡・沖麻実也』（中央公論新社、2000年3月15日初版発行）ISBN 4-12-002983-2
- 『沖麻実也イラスト集 QUEEN[クイーン]』（角川書店、2004年9月25日初版発行）ISBN 4-04-853733-4